# کوچ‌غازی (صندوق‌لی)
کوچ‌غازی (به ترکی استانبولی: Koçgazi) یک منطقهٔ مسکونی در ترکیه است که در صندوق‌لی واقع شده‌است.